# Карамышев, Гирей Батыргареевич
Гирей (Мухамедгирей) Батыргареевич Карамышев (баш. Гәрәй (Мөхәмәтгәрәй) Батыргәрәй улы Ҡарамышев, 8 июля 1888, с. Макарово, Уфимская губерния — сентябрь 1922) — деятель Башкирского национального движения, член Башкирского правительства.

## Биография
Карамышев Гирей Батыргареевич родился 8 июля 1888 года в семье учителя. Происходил из башкирского дворянского рода Карамышевых.
В 1907 году окончил Казанскую татарскую учительскую семинарию. До 1917 года работал преподавателем в школах Уфимской и Оренбургской губерний.
В мае 1917 года принимал участие на I Всероссийском мусульманском съезде.
С 1917 года работал в Стерлитамакском уездном земельном комитете. Являлся председателем Башкирского областного шуро.
С 1918 года — начальник отдела по землеустройству при Правительстве Башкурдистана. В то же время с сентября 1918 года стал председателем Всебашкирского молодёжного союза «Тулкын».
В феврале 1919 года участвовал в организации Всебашкирского военного съезда.

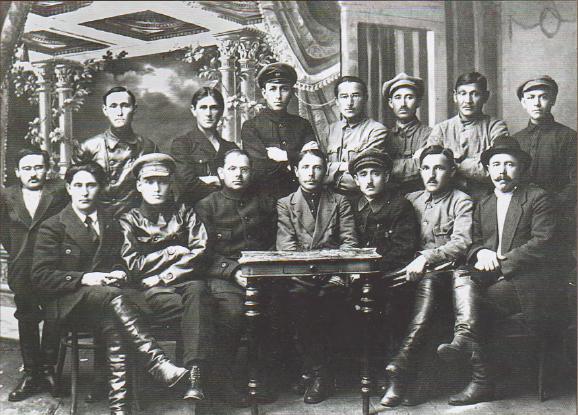
Члены Башкирского Правительства. Гирей Карамышев — 1-й слева

С 22 февраля 1919 года работал заместителем председателя Башревкома, одновременно в марте—мае — исполняющий обязанности начальника народного комиссариата по продовольствию Башкирской АССР.
С 1920 года — член Башкирского центрального исполнительного комитета.
В ноябре 1920 года был в составе делегации БашЦИКа и Башобкома РКП (б), принимал участие в переговорах с лидерами Бурзян-Тангауровского восстания. Результатом которого было достигнуто подписание соглашения с восставшими 26 ноября.

## Семья
Дед — Юсуф Ибрагимович Карамышев, майор Башкирского войска;
Отец — Батыргарей;
Мать — Кабира Ахметьяновна Валидова;
Братья:
Мухтар, ротмистр, участник Башкирского национального движения;
Амир, ротмистр, командир 1-го Башкирского кавалерийского полка;
Сулейман, служил в Башкирском корпусе, погиб на поле боя;
Сестра — Рузида, военный врач 112-й Башкирской кавалерийской дивизии.